# Jennifer Hofová
Jennifer Hofová (* 15. květen 1991 Langen) je německá modelka. Je vítězkou německé televizní reality show s názvem Germany's Next Top Model 2008.
Hofová děla reklamu pro C&A a pracovala pro magazíny jako Cosmopolitan.